# San Francisco Columbarium & Funeral Home
Le San Francisco Columbarium & Funeral Home, connu simplement comme le Columbarium de San Francisco, est un columbarium situé au nord du parc du Golden Gate à San Francisco, en Californie.
Construit en 1898 par l'architecte Bernard J. S. Cahill (en), ce columbarium au dôme de cuivre est un exemple d'architecture néo-classique. C'est le seul lieu de sépulture non confessionnel dans les limites de la ville de San Francisco qui est ouvert au public et dispose d'espaces disponibles.
Il compte environ 85 000 niches dont certaines sont occupées par des personnalités comme John Backus, Jerry Juhl, Anna Klumpke et Dorothea Klumpke, Edward Robeson Taylor ou encore Harvey Milk.
Il s'agit d'un San Francisco Designated Landmark depuis 1996.

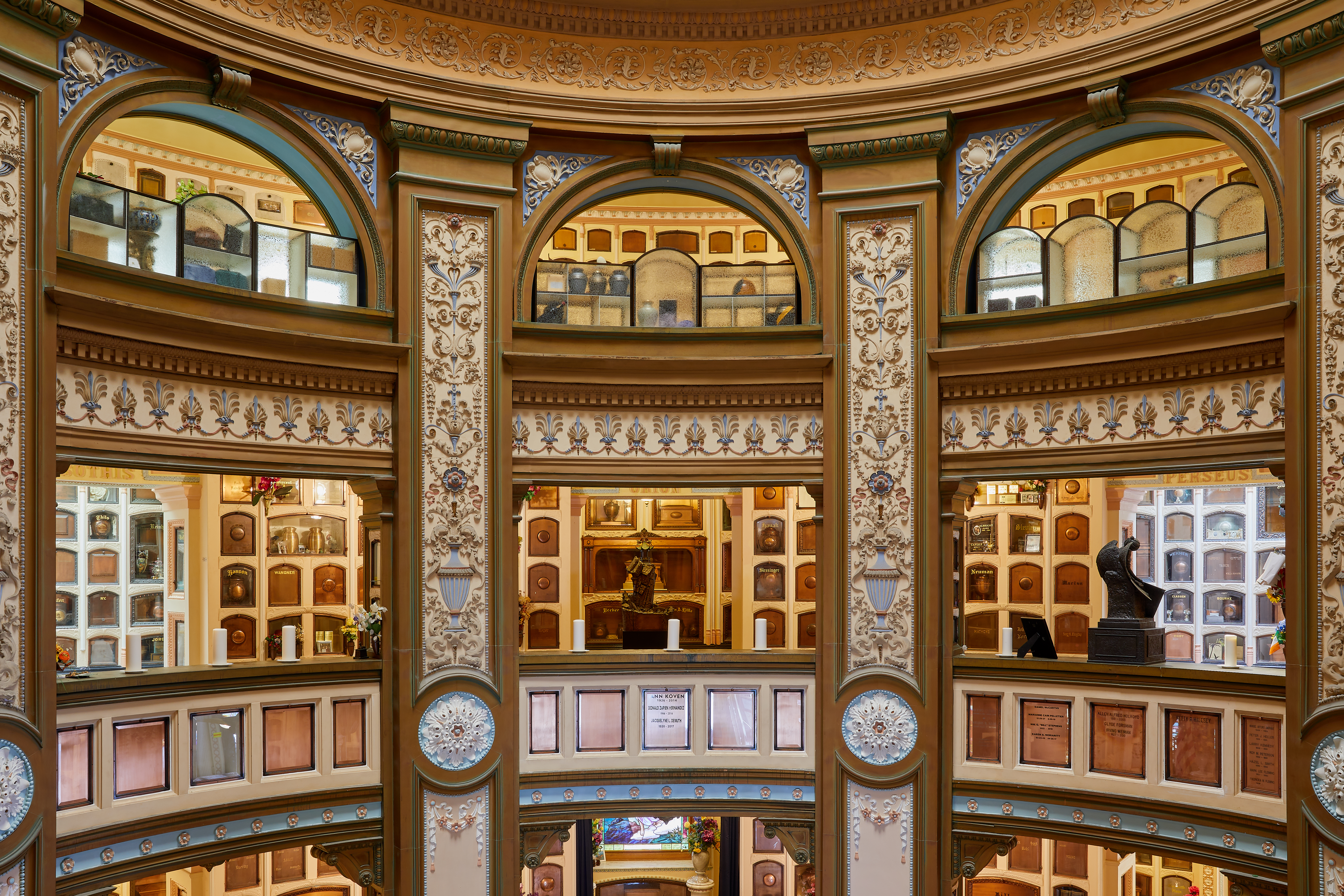
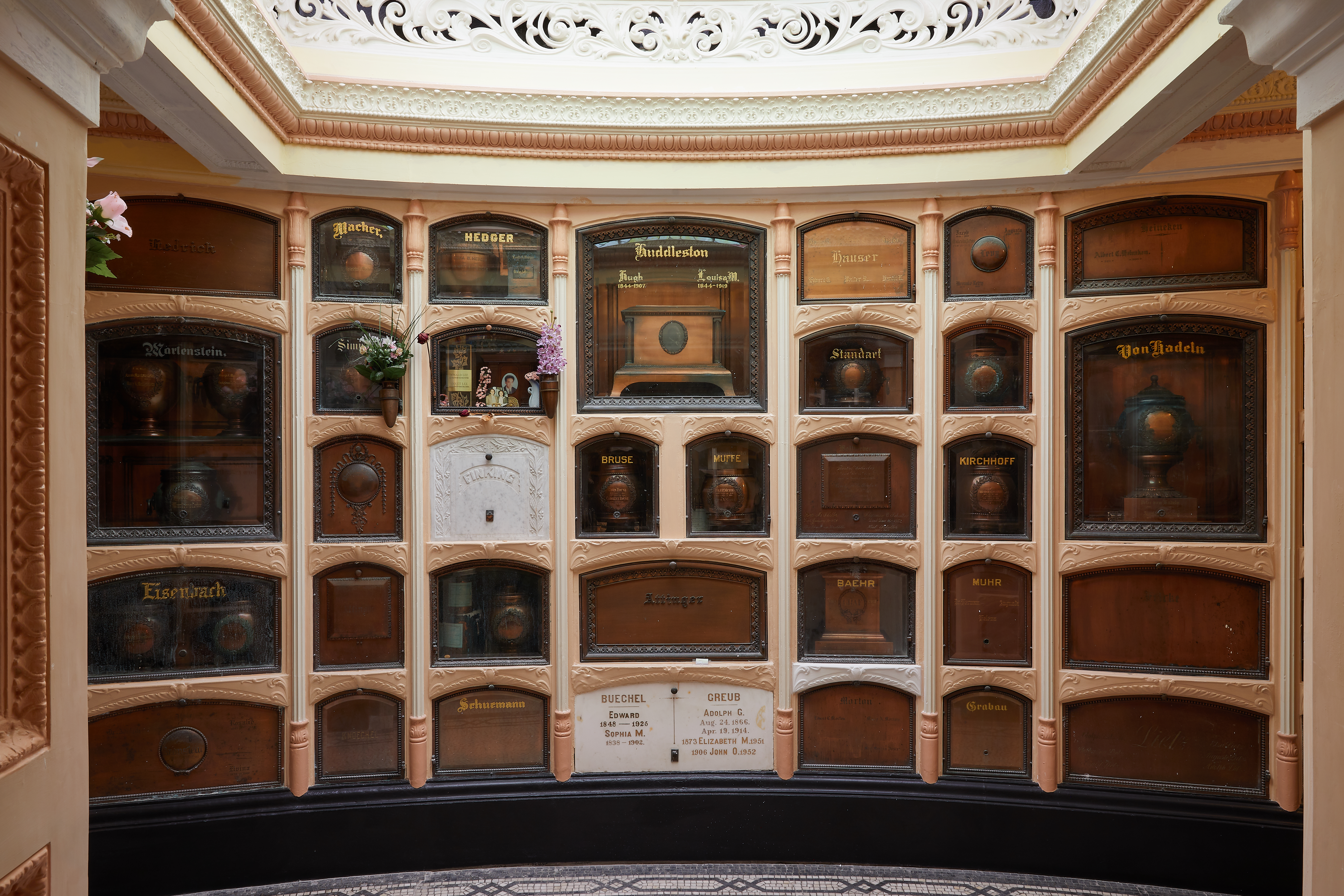
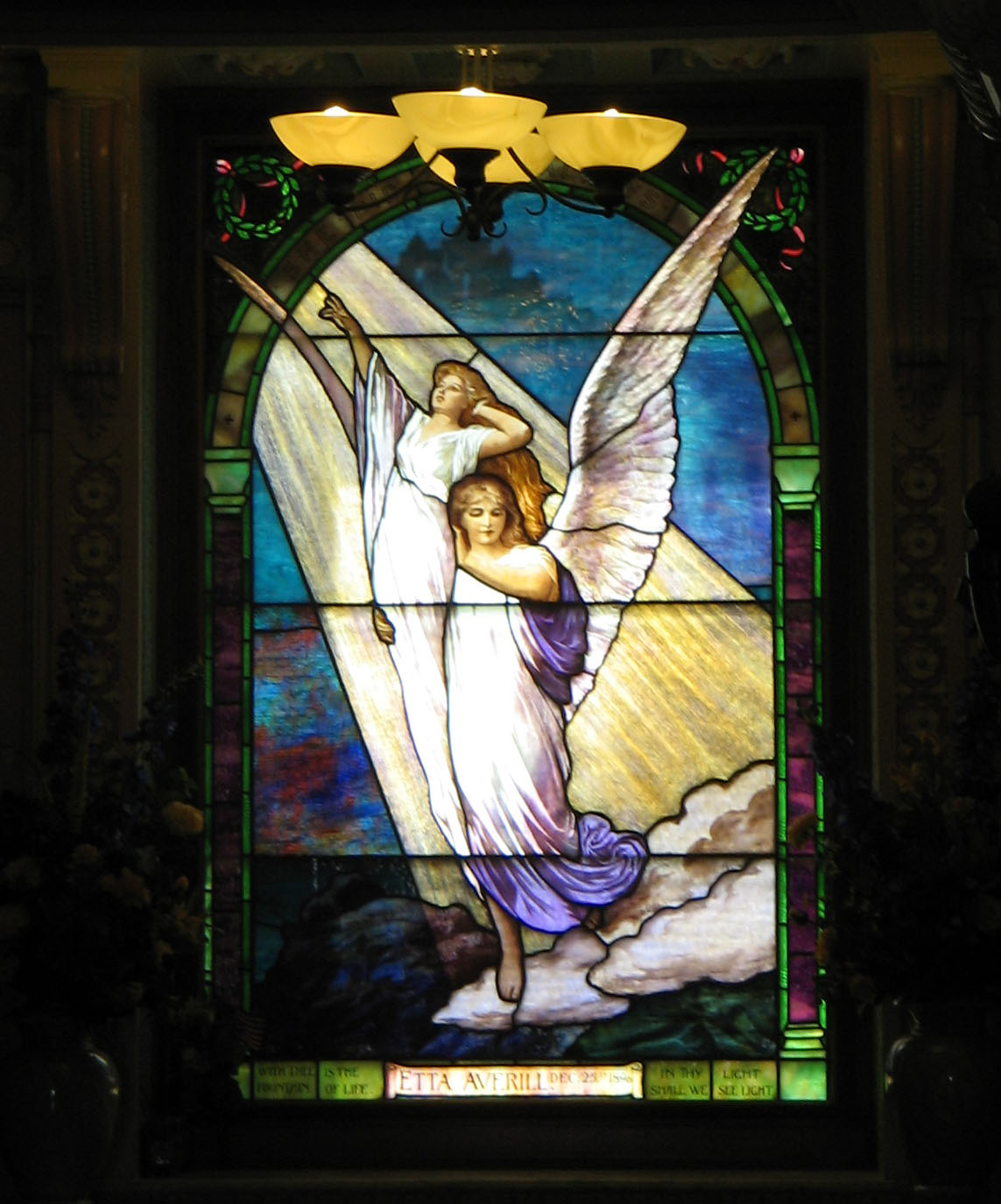
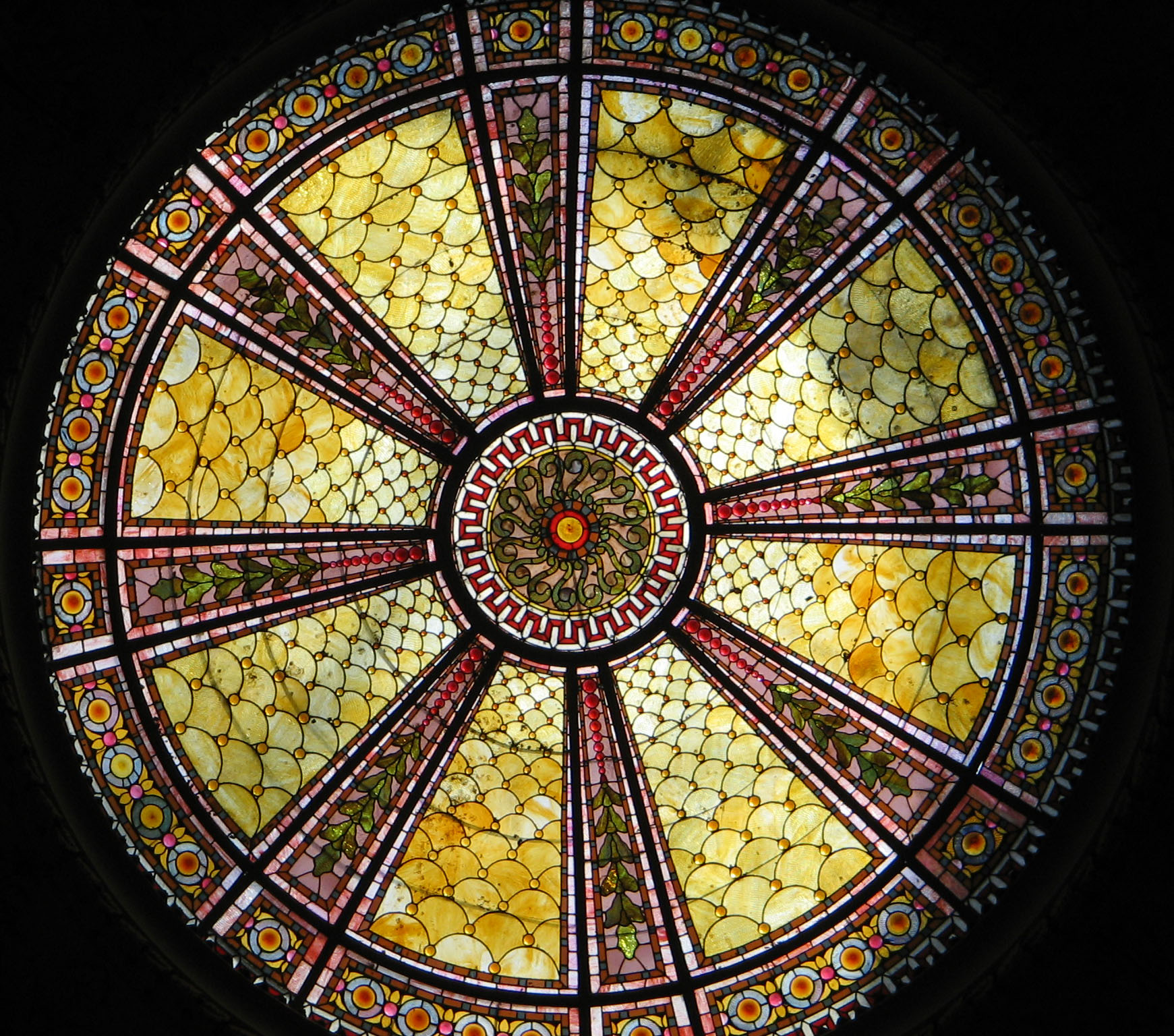